# 柳野稲荷神社
柳野稲荷神社（やなぎのいなりじんじゃ）は、東京都足立区佐野にある神社。

## 歴史
- 1599年（慶長4年）?創建
- 元禄年間 柳原村が小谷野柳原村より分村独立
- 1933年（昭和8年）富士塚が築かれる。（1984年に足立区の登録有形民俗文化財となる。）
- 1982年 柳原箕輪囃子が足立区登録無形民俗文化財となる。

## アクセス
- 北綾瀬駅から徒歩24分（経路案内）。
- 亀有駅からバス